# Rennell Oriental
Rennell Oriental ou East Rennell, na ilha de Rennell, a ilha mais a sul do arquipélago das Ilhas Salomão, é um antigo atol que, devido a movimentos tectónicos se tornou emerso e contem um lago, o Lago Tegano (Te Nggano), com uma área de 15,5 mil hectares. Localizada numa região tropical do Oceano Pacífico, a ilha de Rennell está coberta de floresta densa em que as copas das árvores têm uma média de 20 m de altura. A região possui muitas espécies endémicas, encontra-se sob a influência de fortes pressões climáticas, formando um “laboratório” natural e os seus recursos são propriedade da comunidade, que adoptou formas tradicionais de gestão.
A área considerada património mundial corresponde a cerca de um terço da ilha Rennell e inclui o Lago Tegano, as suas margens e uma zona marítima de três milhas náuticas, num total de cerca de 37 mil hectares. A água do lago é salobra, uma vez que é alimentado por nascentes de água doce, mas existem ligações subterrâneas com o mar, e contem várias pequenas ilhas. O lago tem 29 km de comprimento e 10 de largura, ocupando cerca de 18% da área total da ilha: é a maior massa de água continental nas ilhas do Oceano Pacífico. O fundo do lago está coberto por vários metros de sedimento.
As Ilhas Salomão encontram-se num importante ponto de transição numa sequência de biodiversidade floral decrescente de oeste para leste do Oceano Pacífico, com um declínio no número de géneros de fanerogâmicas de cerca de 1400 na Papua-Nova Guiné para cerca de 260 em Tonga e Niue. Nas Ilhas Salomão encontram-se 650 espécies de fanerogâmicas, das quais 160, ou 25% do total, não ocorrem em nenhuma ilha para leste. Não foram encontradas espécies de árvores endémicas na ilha Rennell, mas estão descritas dez espécies de plantas, entre as quais, a orquídea Dendrobium rennellii ocorre apenas nas pequenas ilhas do Lago Tegano. Existem igualmente duas espécies endémicas de “palmeira-de-parafuso” (Pandanus lacustris e P. rennellensis).
No que diz respeito à fauna, existem na ilha 11 espécies de morcegos, incluindo uma endémica, Pteropus rennelli e cerca de 40 espécies de aves, tanto terrestres como aquáticas, das quais quatro espécies e nove subespécies são endémicas da ilha Rennell. O Lago Tegano é o único local conhecido onde se encontra a serpente marinha venenosa Laticauda crockeri.